# Старша Едда

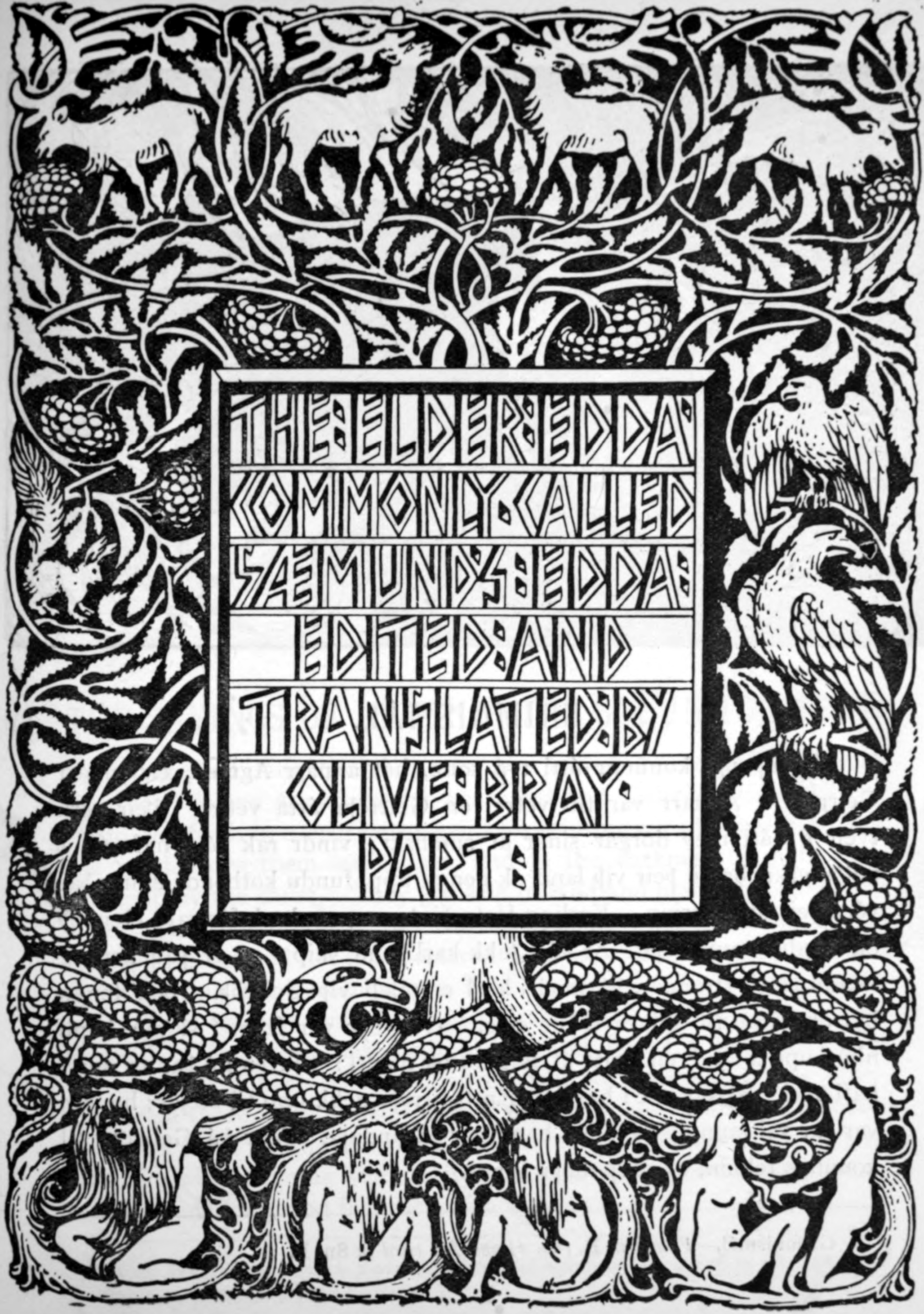
Обкладинка англомовного видання «Старшої Едди»

«Старша Е́дда»  (також «Семундова Е́дда» («Sæmunðar Edda») або ж «Поетична Е́дда»)— найдавніша збірка епічних творів ісландської літератури. «Старша Едда» поєднує численні міфи й легенди скандинавського культурного простору часів Середньовіччя. Деякі сюжети і персонажі мають паралелі в англосаксонській і континентальній германській літературі.

## Історія і структура пам'ятки
Збірка «Старша Едда» складена в другій половині XIII століття, проте, можливо, йдеться про список з дещо старішого рукопису, про який нічого невідомо. Аналіз мови і стилю свідчить про те, що до збірки ввійшли тексти IX—XII ст. Збірку було знайдено у XVII столітті, коли в Данії, Швеції пробудився інтерес до забутої старовини. Тоді ж збірка одержала назву «Едда», за аналогією до книги ісландця Сноррі Стурлусона (1179—1241). Поетичну збірку прийнято називати «Старшою Еддою», а книгу Сноррі — «Молодшою Еддою» (або «Прозаїчною Еддою»). Значення слова «Едда» до кінця не з'ясоване. У текстах «Старшої Едди» вчені виявляють складні нашарування, пов'язані з загальноскандинавською і загальногерманською міфологією та світосприйняттям, наявний також незначний вплив християнства. Проте дискусію про походження, місце, час виникнення цих текстів не закінчено. До збірки входять 29 анонімних пісень. За змістом їх поділяють на міфологічні (10 текстів) та героїчні. Є тут і прозові уривки, які зв'язують, роз'яснюють і доповнюють зміст пісень.
Вважають, що міфологічні пісні остаточно склалися в епоху вікінгів (IX—XI), а отже, відтворили уявлення пізнього скандинавського язичництва. Більшість героїчних пісень «Старшої Едди» сюжетно пов'язана з давньою епічною поезією континентальних германців.
Міфологічні пісні тематично різноманітні. В них відбито уявлення скандинавів про походження богів, світу, людей. Складались вони під впливом особливостей буття народів скандинавської півночі, які протягом століть жили в умовах суворої природи. В їхній міфології світ, де живуть люди, називається Мідгардом (дослівно — «садиба, яка стоїть посередині»). Мідгард оточений Утгардом, «тим, що знаходиться за огорожею, поза межами садиби». Це світ велетнів, чудовиськ, які уособлюють руйнівні сили природи, хаос, ворожий і богам, і людям. Над світом людей височить Асгард, обійстя богів-асів. З'єднує ці два світи міст-райдуга. Після смерті й боги, й люди потрапляють у підземне царство мертвих — Ніфльгейм, де править велетень — невблаганна Гель. Землю оточує океан, в якому звивається кільцем світовий змій. В надрах землі ховаються карлики — темні альви — вправні ковалі, володарі незліченних скарбів, а в далекому Альвгеймі щасливо живуть світлі альви, вправні майстри, музики та чарівники.
У «Старшій Едді» відображено відносини та світогляд скандинавів доби розкладу родового ладу. Світ богів нагадує патріархальний рід з рисами групового шлюбу і матріархату. Язичницькі боги — це ідеалізовані люди. Вони народжуються і вмирають, не позбавлені людських пристрастей і вад, але показані могутнішими, спритнішими за людей, знайомими з магією.
Родоначальником богів і людей, творцем землі є верховний бог Одін (Водан — у західних германців). Одін, бог війни, робить своїх улюбленців сильними і непереможними. Дочки Одіна, войовничі діви-валькірії, відносять полеглих героїв до Вальгалли («обійстя мертвих»), де вони змагаються в боях, а потім весело бенкетують з Одіном. Він — бог мудрості, покровитель поетів і сам поет. Сила його слова підкорює всіх. Мужній і стійкий, він здобув «мед поезії», віддав у заклад око, щоб стати мудрим, пожертвував своїм життям заради знань.
Дружина Одіна — богиня Фрігг — вважалася покровителькою шлюбів, втіленням родючості, богинею кохання.
Великою пошаною в скандинавів майже нарівні з Одіном користувався бог блискавки і грому рудобородий Тор (у західних германців — Донар). Тор наділений рисами простого селянина — скандинава, що століттями мужньо боровся з суворою природою. Озброєний кам'яним молотом, дуже сильний, добрий, але запальний Тор завжди готовий вступити у двобій зі злом. У колісниці, запряженій козлами, рудобородий бог часто прямує на схід, де б'ється з велетнями, боротьба з якими — запорука життя богів та людей. Ворог зла і несправедливості, Тор захищає від чар, хвороб, біди. В епоху вікінгів його вважали також богом родючості. У давній Ісландії про простодушного Тора складено багато побутових гумористичних оповідок.
Втіленням руйнівних сил, чвар у скандинавській міфології був Локі. Локі розумний, але злий жартівник. Він підступно занапастив світлого бога Бальдра, що стало передвістям загибелі богів.
З ім'ям Бальдра в ісландській міфології пов'язані добро, мудрість, краса. Це єдиний бог, про якого відомо тільки хороше. Одна з пісень розповідає, як Бальдру Доброму почали снитися «погані сни» («Сни Бальдра»), що провіщало йому загибель; його мати, богиня Фрігг, взяла клятву у вогню та води, заліза й інших металів, каміння, рослин, хвороб, тварин, птахів і змій, що вони не чинитимуть зла її синові. Повіривши в безпеку свого улюбленця, боги вирішили влаштувати забаву. Вони поставили Бальдра на полі тінґа (де не можна було вбивати) й почали кидати в нього списи, каміння, стріли, рубати його мечем, але він залишався неушкодженим, і це розважало присутніх. Ці веселощі не сподобались Локі й він вирішив на зло всім згубити Бальдра. В образі жінки з'явився він до Фрігг й вивідав, що всі речі дали «клятву», тільки пагін омели (який видався богині надто молодим для клятви) тепер небезпечний для Бальдра. Локі знайшов омелу і вручив її сліпому Гедові, братові Бальдра, запевнивши його, що той образить Бальдра, коли не кине у брата цей прут. Сліпий метнув пагін й Бальдр упав мертвим. Так скоїлося найбільше нещастя для богів і людей. Цей міф має сюжетну схожість з міфами багатьох народів про смерть та воскресіння божества, в яких відобразилося первісне уявлення про зміну пір року як про боротьбу світлих і темних сил.

## Героїчні пісні
Героїчні пісні «Старшої Едди» відтворюють давній ступінь розвитку епічної поезії. Більшість цих пісень виникло на матеріалі героїчних сюжетів, що склалися у континентальних германців (ґотів, франків, бурґундів) ще в епоху великого переселення (про загибель Нібелунгів, сказання про Зігфріда тощо). Ці пісні у свій час (певно в VI—VII ст.) потрапили до Норвегії, а пізніше — до Ісландії, де зазнали місцевої поетичної обробки. У зміст старих переказів було введено нових персонажів, зроблено психологічні поглиблення. Імена набули скандинавського звучання: Зіґфрід перетворився на Сіґурда, Ґунтер — на Гуннара, Крімгільд — на Гудрун, Атілла — на Атлі тощо.
Героїчні пісні «Едди» виникали в різні часи. Декілька пісень можуть бути прикладами героїчної пісні ще часів великого переселення («Стара пісня про Сіґурда», «Стара пісня про Атлі»). Поряд з ними існують нові, вже скандинавської форми пісні, але різного ступеня давності, й тому в них проявився різний світогляд. В найдавніших піснях відбито пережитки матріархату, коли кровні зв'язки панували над іншими зв'язками. Так, Гудрун («Друга пісня про Гудрун») вбиває своїх синів та чоловіка Атлі — це помста за вбивство чоловіком її братів. У німецькому ж варіанті цього сюжету («Пісня про Нібелунгів», 1200 p.), який остаточно сформувався в умовах феодалізму, навпаки, Крімгільд (Гудрун) підступно вбиває своїх братів, помщаючися за смерть чоловіка.
У пізніших текстах «Едди» значимою стає тема кохання. Їй присвячений ісландський сюжет про зустріч Брюнгільд та Сіґурда, про почуття, що спалахнуло між ними («Уривок із пісні про Сіґурда»). Цей ісландський варіант психологічно пояснює ненависть Брюнгільд до Сігурда й бажання йому смерті за те, що він, не бажаючи цього, зрадив її та одружився з Ґудрун. Тоді як у німецькій «Пісні про Нібелунгів» не зовсім зрозуміло, чим ображена Брюнгільд.
Характерно, що в еддичній поезії жінка виступає нарівні з чоловіком, не поступаючись йому ані в мужності, ані в рішучості. Саме її характер і вчинки найчастіше зумовлюють весь хід подій, особливо в здійсненні помсти, яка вважалась вищим обов'язком людини. Головна тема героїчних пісень — мужність людини перед обличчям невблаганної долі. Герой знає, що чекає на нього, але, не вагаючись, іде назустріч неминучості. За тогочасним уявленням, найвище благо — це слава про подвиги і честь, тільки вони залишаються у пам'яті людей.
Еддичний вірш, як і пам'ятки західногерманської поезії («Пісня про Гільдебранда» та «Беовульф»), заснований на алітерації. «Старша Едда» має народно-поетичну основу. В ній присутні елементи фольклорно-епічного стилю (постійні епітети, повтори, паралелізми; нерозчленованість епічного і ліричного початків). У «Едді» відбито свідомість людей ще родового ладу; в ній панує вільнолюбний, героїчний дух епохи вікінґів. Пісні «Едди» мають величезне історико-культурне значення.

## Перелік пісень «Старшої Едди»
Пісні про богів
Віщування вельви (Völuspá)

Мова Високого (Hávamál)

Мова Вафтрудніра (Vafþrúðnismál)

Грімнісмал (Grímnismál)
 — Про синів конунга Граудунга (Frá sonum Hrauðungs konungs)

Подорож Скірніра (Skírnismál) або Мова Скірніра (För Skírnis)

Пісня про Гарбарда (Hárbarðsljóð)

Пісня про Гюміра (Hymiskviða)

Словесні чвари Локі (Lokasenna)
 — Про Еґіра та богів (Frá Ægi ok goðum)
 — Про Локі (Frá Loka)

Пісня про Трюма (Þrymskviða)

Мова Альвіса (Alvíssmál)

Пісні про героїв
Пісня про Вьолюнда (Völundarkviða)
 — Про Вьолюнда (Frá Völundi)
 — Про Вьолюнда та Нідуда (Frá Völundi ok Níðaði)

Пісня про Гельгі, сина Гйорварда (Helgakviða Hjörvarðssonar með Hrímgerðarmálum)
 — Про Гйорварда та Сіґрлінн (Frá Hjörvarði ok Sigrlinn)

Мова Грімґерд (Hrímgerðarmál)

Перша Пісня про Гельґі, вбивцю Гундінґа (Helgakviða Hundingsbana in fyrri)
 — Пісня про Вьольсунґів (Völsungakviða)

Друга Пісня про Гельґі, вбивцю Гундінґа (Helgakviða Hundingsbana önnur (Völsungakviða in forna))
 — Про Вьольсунґів (Frá völsungum)

Про смерть Сінфьйотлі (Frá dauða Sinfjötla)

Пророкування Гріпіра (Grípisspá)

Мова Регіна (Reginsmál)

Мова Фафніра (Fáfnismál)
 — Про смерть Фафніра (Frá dauða Fáfnis)

Мова Сігрдріви (Sigrdrífumál)

Уривок пісні про Сігурда (Sigurðarkviða in meiri (Brot af Sigurðarkviðu))
 — Про смерть Сігурда (Frá dauða Sigurðar)

Перша пісня про Гудрун (Guðrúnarkviða in fyrsta)

Коротка пісня про Сігурда (Sigurðarkviða in skamma)

Подорож Брюнгільд до Гель (Helreið Brynhildar)

Друга пісня про Гудрун (Guðrúnarkviða in forna)
 — Вбивство Ніфлунгів (Dráp Niflunga)

Третя пісня про Гудрун (Guðrúnarkviða in þriðja)

Плач Оддрун (Oddrúnarkviða (Oddrúnargrátr))

Гренландська пісня про Атлі (Atlakviða in grœnlenzka)
 — Смерть Атлі (Dauði Atla)

Гренландська Мова Атлі (Atlamál in grœnlenzku)

Підбурювання Гудрун (Guðrúnarhvöt)
 — Про Гудрун (Frá Guðrúnu)

Мова Гамдіра (Hamðismál)

Еддичні пісні, які не збереглися в головному рукописі
Сни Бальдра (Пісня про Веґтама) (Baldrs draumar (Vegtamskviða))

Пісня про Ріга (Rígsþula)

Пісня про Гюндлю (Hyndluljóð)

Коротке пророкування вельви (Völuspá in skamma)

Пісня про Гротті (Gróttasöngr)

Пісня валькірій (Darraðarljóð)

Пісня про Гльода (Hlöðskviða)

Заклинання Ґроа, яке вона, мертва, заспівала своєму синові

Мова Надрозумного (Мова Свіпдаґа ІІ) (Fjölsvinnsmál (Svipdagsmál II))

Попередня пісня, або Вороняча ворожнеча Одіна (Forspjallsljóð, eða Hrafnagaldr Óðins)

Пісня про Сонце (Sólarljóð)

## Міфологічні пісні

### Віщування вельви
Найвизначнішою пам'яткою язичницької міфології є пісня «Віщування вельви», тобто чаклунки, в якій втілена ідея боротьби між Добром і Злом та ідея спокутування зла. Розбуджена Одіном зі смертельного сну вельва розгортає грандіозну картину створення світу, його загибелі та відродження. Спочатку з безодні народився велетень Імір, потім з'явились боги. Вони вбили Іміра і з тіла його утворили світ: м'ясо стало землею, кров — морями і ріками, кістки — горами… Люди були створені з ясену і верби. Самі боги працювали та відпочивали на зелених луках Ідавьйолля. Але у світі поширюється зло, боги порушують свої клятви, вбивають світлого Бальдра. Це порушує мир серед богів і людей. На землі настають страшні часи:
В чварах кривавих брат губить брата;
Кровні родичі одне одного ріжуть;
Множиться зло, повен підлості світ,
Вік сокир, вік мечів, вік щитів розсічених,
Хуртовинний вік, вовчий вік — перед кончиною світу…
Починається всесвітня катастрофа. З ланцюга зривається вовк-чудовисько Фенрір, підіймається з океану світовий змій, на кораблі мерців припливає Локі; з ними повелитель вогню Сурт. Підземний велетень Фенрір пожирає Одіна, змій перемагає Тора. В полум'ї пожежі гине все живе. Проте в «Пісні» трагізм не доходить до почуття приреченості. Пророцтво вельви завершується прозрінням, що знову постане «з моря земля зелена», повернеться Бальдр, «заколосяться хліби без посіву». Світ знову здобуде життя, тепло, рух. Запанує мир, добро, щастя.
Більшість учених вважають, що «Віщування вельви» виникло в Ісландії в другій половині X ст. У пісні помітні різні нашарування. Міфологічні уявлення, що лежать в основі пісні, пов'язані з первісним, язичницьким мисленням, але систематизація їх відбулася пізніше і зазнала впливу християнства. Звідси ідея вини та спокути, засудження жадоби золота, християнський погляд на жінку як на першопричину усіх бід.
Суворий драматизм, властивий більшості міфологічних пісень, пояснюють різні фактори. Дехто з дослідників причини його вбачає в географічному факторі — скандинавам століттями доводилося вести непримиренну боротьбу з північною природою. Переконливішою є думка, що скандинавська міфологія створювалася на вищому ступені розпаду родового ладу, це зумовило мотиви трагічного відчуття — руйнування, неминучості загибелі існуючої світобудови. Беруть до уваги й те, що у скандинавській міфології богів та людей пов'язує спільна доля — вони смертні.

### Словесні чвари Локі
До найпізніших пісень міфологічної групи належить пісня «Словесні чвари Локі». Локі, з'явившись непрошеним на бенкет до морського велетня, зухвало ганьбить усіх присутніх, безжалісно нагадуючи богам про їхні гріхи й провини. Особливо дістається богиням: кожну з них Локі висміює за розпусту. Боги теж погрожують йому ганьбою, та Локі не боїться їхнього викриття і сам цинічно вихваляється своїми провинами. Ця пісня нагадує старовинний жанр народної поезії — лайливі, паплюжні пісні, які були в багатьох народів. Призначення їх — висміяти суперника чи ворога.

## Пісня про Вьолюнда
Однією з найстаріших пісень «Старшої Едди» є «Пісня про Вьолунда». За змістом «Пісня» споріднена з міфологічними і героїчними піснями, в ній ніби переплелися дві сюжетні лінії. Початок пов'язаний з казкою про дівчат-лебідок, які завжди покидають тих, хто посягає на їх волю. Коваль-чарівник Вьолюнд узяв за дружину лебідку-валькірію, але не зумів її втримати. Покинутий дружиною, він сумує і сподівається на її повернення. Далі розповідається, що конунг Нітуд разом зі своїми воїнами потрапив у будинок коваля, забрав його бойовий меч і, зв'язавши сплячого господаря, полонив його. Бажаючи втримати у себе вмілого майстра, конунг наказав підрізати сухожилля на ногах у коваля і тримати його на безлюдному острові, де той куватиме для нього дорогоцінні витвори. Та Вьолюнд жорстоко відплатив конунгові. Він убив його синів й на саморобних крилах покинув острів. Волелюбний пафос пісні полягає у переконанні, що немає таких сил, які могли б несправедливо поневолити людину.

## Переклади українською
- «Старша Едда». Переклав Віталій Кривонос, ілюстрації Вільяма Коллінгвуда. — К: Видавництво Жупанського, 2020. — 496 с. ISBN 978-617-7585-27-4.

### Оригінальні тексти
- Neckel, Gustav (Ed.). (1983). Edda: Die Lieder des Codex Regius nebst verwandten Denkmälern I: Text. (Rev. Hans Kuhn, 5th edition). Heidelberg: Winter. (Електронна версія: David Stifter and Sigurdur H. Palsson (1994), Vienna, corrections by Fabrizio Ducci (2001), Titus version by Jost Gippert.)
- Jón Helgason (Ed.). (1955). Eddadigte (3 vols.). Copenhagen: Munksgaard. (Codex Regius poems up to Sigrdrífumál.)
- Finnur Jónsson (Ed.). (1932). De gamle Eddadigte. Copenhagen: Gads. (У форматі pdf: septentrionalia.org.)
- Boer, R. C. (Ed.). (1922). Die Edda mit historisch-kritischem Commentar I: Einleitung und Text. (2 vols.) Haarlem: Willink & Zoon. (Текст з німецьким перекладом)
- Heusler, Andreas & Ranisch, Wilhelm (Eds.) (1903). Eddica Minora. Dortmund.
- Wimmer, E. A. & Finnur Jónsson (Eds.) (1891). Håndskriftet Nr 2365 4to gl. kgl. samling på det store Kgl. bibliothek i København (Codex regius af den ældre Edda) i fototypisk og diplomatisk gengievelse. (4 vols.) Copenhagen: Samfund til udgivelse at gammel nordisk litteratur. Видання Codex Regions, електронна версія: Dr. Samuel Sinner: Edda Mythic Poems — Codex Regius Facsimiles
- Bugge, Sophus (Ed.). (1867). Sæmundar Edda. Christiania: P. T. Malling. (Available at Текст староскандинавською.)
- Munch, P.A. (Ed.). (1847). Den ældre Edda: Samling af norrøne oldkvad. Christiania [Oslo]: P.T. Malling. (Електронна версія: books.google.com.)